# Úboč

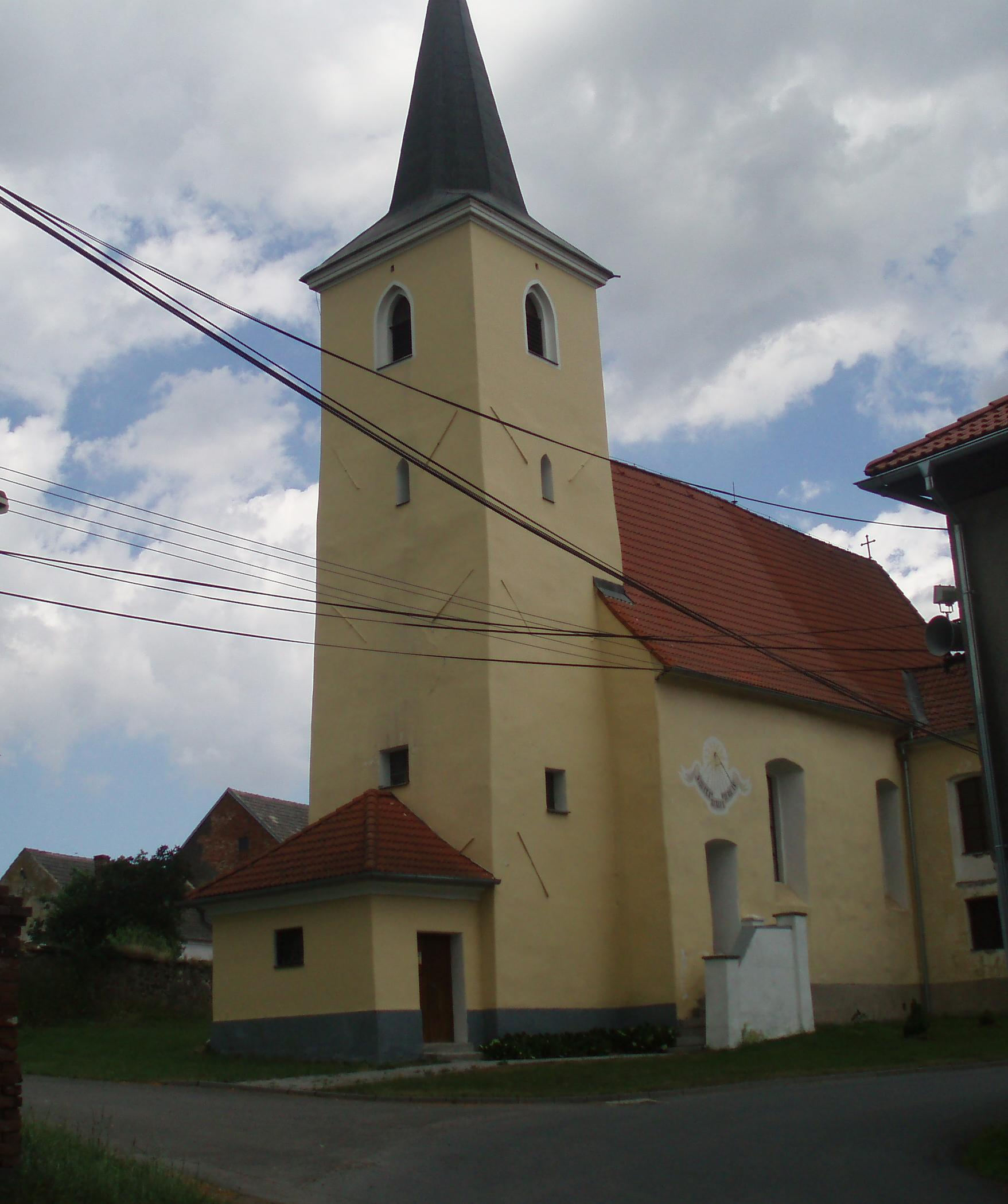
Kirche des hl. Nikolaus

Úboč (deutsch Aubotschen, früher Aubotsch) ist eine Gemeinde in Tschechien. Sie liegt sieben Kilometer nordöstlich von Kdyně und gehört zum Okres Domažlice.

## Geographie
Úboč befindet sich linksseitig des Baches Merklínka in der Chudenická vrchovina. Am südlichen Ortsausgang liegt der Teich Úbočský rybník, östlich der Všepadelský rybník. Nördlich erheben sich die Zelená čepice (618 m) und die Velká skála (650 m), im Nordosten die Pupky (556 m) und der Kozí vrch (495 m), östlich der Všepadelský Škarman (523 m), im Südosten der Velký Kouřim (642 m), der Malý Kouřim (660 m) und der U Linharta (634 m), südlich die Dubovka (650 m) und die Suchá hora (638 m), im Südwesten die Hora (760 m) und der Herštýn (681 m), westlich die Úlíkovská hora (710 m) sowie im Nordwesten der U Vlčí jámy bzw. Kněžská hůrka (658 m).
Nachbarorte sind Svatý Petr, Kanice und Příkřice im Norden, Všepadly im Nordosten, Košenice, Bezpravovice und Pušperk im Osten, Stará Ves, Černíkov, Rudoltice und Luh im Südosten, Mezholezy und Zalč im Süden, Němčice und Stará Huť im Südwesten, Úlíkov, Stanětice und Radonice im Westen sowie Hříchovice, Brandýs und Hradiště im Nordwesten.

## Geschichte
Die erste schriftliche Erwähnung von Úboč erfolgte im Jahre 1251 als Vladikensitz. Später wurde das Gut Úboč Teil der Burgherrschaft Herštýn. Břetislav, ein Sohn des Půta Švihovský von Riesenberg, verkaufte die Herrschaft Herštýn mit den zugehörigen Dörfern Úboč, Němčice, Vlkanov und Košenice 1534 für 2350 Schock Groschen an die Stadt Taus. Vlkanov brannte im selben Jahre nieder und blieb wüst. Da die Burg unbewohnbar geworden war, diente seit 1538 die Feste Únějovice als Verwaltungssitz. Wegen der Teilnahme der Stadt am Ständeaufstand gegen die Habsburger wurden ihre Güter 1547 von der Hofkammer konfisziert. Zwei Jahre später erwarb der Karlsteiner Burggraf Sebastian Markvart von Hrádek die Herrschaft Herštýn mit der wüsten Burg für 900 Schock Groschen. 1626 wurde die mit Únějovice vereinigte Herrschaft Herštýn an die Herrschaft Bystřice nad Úhlavou angeschlossen. Später erwarben die Grafen Czernin von und zu Chudenitz die Güter und schlugen sie der Herrschaft Chudenitz zu. Bis zur Mitte des 19. Jahrhunderts blieb Úboč der Herrschaft Chudenitz untertänig.
Nach der Aufhebung der Patrimonialherrschaft bildete Ouboč/Aubotsch ab 1850 mit dem Ortsteil Stará Huť / Althütten eine Gemeinde im Gerichtsbezirk Neugedein. Ab 1868 gehörte die Gemeinde zum Bezirk Taus. Als tschechischer Gemeindename wurde ab 1880 Úboč t. Ouboč verwendet, seit 1924 führt die Gemeinde den Namen Úboč. Im Jahre 1960 wurde Němčice dem Örtlichen Nationalausschuss Úboč unterstellt. Im Jahr darauf wurde Úlíkov von Oprechtice nach Úboč umgemeindet. Am 1. Juli 1979 wurde Úboč nach Koloveč eingemeindet. Úboč und Stará Huť lösten sich am 24. November 1990 von Koloveč los und bildeten die Gemeinde Úboč.

## Gemeindegliederung
Für die Gemeinde Úboč sind keine Ortsteile ausgewiesen. Grundsiedlungseinheiten sind Stará Huť (Althütten) und Úboč (Aubotsch).

## Sehenswürdigkeiten
- Kirche des hl. Nikolaus
- Barockes Pfarrhaus mit Resten der Feste Úboč
- Burgruine Netřeb bzw. Nový Rýzmberk nördlich des Dorfes
- Naturdenkmal Netřeb
- Burgstätte Ruchomperk auf dem Velký Kouřim